# Nils Holmberg
Nils Holmberg (ur. 5 stycznia 1936 w Ljungby) – szwedzki lekkoatleta, płotkarz i sprinter, medalista mistrzostw Europy z 1958.
Zdobył brązowy medal w sztafecie 4 × 400 metrów na mistrzostwach Europy w 1958 w Sztokholmie. Sztafeta szwedzka biegła w składzie: Holmberg, Hans Lindgren, Lennart Jonsson i Alf Petersson. Wyrównała wówczas rekord Szwecji z czasem 3:10,7.